# Бутрахты
Бутра́хты (хак. Пыдырах) — село в Таштыпском районе Хакасии России. Административный центр Бутрахтинского сельского поселения.

## Географическое расположение
Расположено в 8 км к С.-В. от райцентра — с. Таштып. Находится в пойме р. Таштып, у подножья г. Пойзым, на берегу р. Бутрахты. Расстояние до ближайшей ж.-д. ст. Абаза — 33 км.

## История
Село основано приблизительно в 1875. Первоначально поселение было расположено вдоль речки с восточной стороны подножья г. Пойзым, а затем жители перебрались на южную, более теплую, сторону, где в настоящее время и находится село.

## Население
| 2002 | 2010 |
| ---- | ---- |
| 521  | ↘519 |

Национальный состав
Большинство населения — хакасы.

## Социальная инфраструктура
В Бутрахтах находятся средняя общеобразовательная школа (осн. в 1914), Дом культуры и библиотека.

## Достопримечательность
- Памятник воинам Великой Отечественной войны.
- Мемориальная доска в честь Аймира Ахпашева, погибшего военнослужащего. Установлена на здании школы, в которой учился рядовой (2024).